# رولاند إيفانز
رولاند إيفانز (بالإنجليزية: Rowland Evans)‏ هو صحفي أمريكي، ولد في 28 أبريل 1921، وتوفي في 23 مارس 2001 بسبب سرطان المريء.

## وصلات خارجية
- رولاند إيفانز على موقع الموسوعة البريطانية (الإنجليزية)
- رولاند إيفانز على موقع إن إن دي بي (الإنجليزية)